# Астролог (фильм, 1976)
«Астролог» (англ. The Astrologer) — Американская романтическая драма 1976 года, снятая Крейгом Денни по сценарию Дороти Джун Пиджон. Слоган фильма — «Spectacular! Thrilling! Different!».
Премьера состоялась 14 января 1976 года. Считался утерянным, пока не был восстановлен Американским архивом жанровых фильмов.

## Сюжет
Крейг Александр — аферист, который характеризует себя как человека, рожденного «врать, обманывать и воровать», иногда работает ясновидящим на карнавале. Однажды он обнаруживает, что его экстрасенсорные способности реальны, и во время работы встречает свою будущую жену Диану Блэр. Стремясь к финансовому благополучию, он оказывается вовлеченным в международную сеть контрабандистов алмазов. Получив прибыль от украденных бриллиантов, он использует эти деньги, чтобы основать обширную «Астрологическую империю», основанную на его таланте. Он также использует свое вновь обретенное богатство, чтобы спасти свою бывшую возлюбленную, впавшую в нищету и проституцию. В это время Александр также начинает снимать фильм о своей жизни, в результате этот фильм становится интроспективным фильмом собственного производства.
Однако, Александр начинает перенапрягать свою империю и портить деловые отношения, и вскоре его бизнес, и личная жизнь рушатся. После бурной драки с женой в ресторане она уходит из его жизни, и Александр остается в полном одиночестве. Фильм заканчивается цитатой из «Короля Лира».

## В ролях
- Крейг Денни — Крейг Александр
- Дэрриен Эрл — Дэрриен
- Рокки Барбаника — Александр в молодости
- Бойд Гэмлин — Бойд
- Жаклин Дэй — Рита
- Лоуренс Ли — карнавальный босс с топором
- Джеймс Мур — карнавальный помощник
- Харви Хантер — офицер тюрьмы
- Соломон Мэтендж — африканский вождь
- Роберт Баллах — зверолов в хижине
- Джо Кэй — лейтенант полиции Кении
- Диан ДиСибио — барменша Таити
- Аллен Альбано — читатель карт Таро
- Эйвон Адель — сестра Александра
- Джули Мун — мать Александра
- Дональд Дэвис — адмирал
- Артур Чедборн — Артур Чедборн
- Флоренс Марли — Диана Блэр
- Мерседес Рисконсин — агент театра
- Ирмгард Панкритиус — хиромант по ТВ
- Геза Паласти — хиромант-толкователь
- Мария Паласити — толковательница снов
- Джон Кайзер — любовник Дэрриен
- Дональд Кохар — в роли самого себя

## Производство
Задолго до «Астролога», Крейг Денни руководил компанией New Age под названием Moon House International, занимающаяся цифровыми гороскопами. После получения 4 млн. долларов он начал снимать «Астролога» в нескольких местах, в том числе в Кении и Таиланде. Денни стал участвовать в нескольких бюджетных фильмах (включая «Барракуду») и приобрёл лицензию у Republic Arts, во время которой они официально объявили о публичном ребрендинге с Денни, который стал генеральным директором. Последней совместной работой для Крейга Денни стал фильм «Океаническая опера: Морская одиссея» (англ. Oceanic Opera: a Sea Odyssey). Фильм остался незавершенным после того, как судебный процесс поставил под угрозу производство и вынудил его отказаться от негативов фильма.

## Релиз
«Астролог» был выпущен в кинотеатрах США 14 января 1976 года кинокомпанией Republic Arts. Его также показывали по CBS в 1980 году незадолго до того, как Денни таинственным образом «скончался». Неизвестно когда именно умер Денни и где сейчас находится его тело. Однако, мнение многих журналистов сводится к тому, что Денни инсценировал собственную смерть, чтобы избежать дальнейших налогов с Налоговым управлением США. Alamo Drafthouse запланировали общенациональный показ «Астролога», после его показа в Endangered Fest в Остине, штат Техас 23 марта 2013 года. Однако, поскольку у них была только одна 35-миллиметровая киноплёнка с фильмом и они не могли успешно найти другие, Alamo Drafthouse не решался дополнительно демонстрировать единственную имевшуюся у них копию, поскольку пленка продолжала портиться. После успешного начала официальной крауфандинговой кампании Indiegogo по оцифрованию фильма он был показан в Англии, Канаде, Шотландии и Атланте, штат Джорджия. Последний показ фильма состоялся в сентябре 2019 года на Vulcan Video в Остине, штат Техас в рамках серии «Taps & Tapes».

## Судьба фильма
Фильм считался утерянным, пока не был восстановлен Американским архивом жанровых фильмов в «партии 1 тыс. порнографических кинолент». Фильм был опубликован 3 февраля 2021 года во ВКонтакте. 6 марта того же года был загружен на YouTube пользователем Piratetube. Позже канал, опубликовавший фильм был удалён за «публикацию сексуального контента», однако он был перезалит на Internet Archive.